# Каролін (гміна Гарбув)
Каролін (пол. Karolin) — село в Польщі, у гміні Гарбув Люблінського повіту Люблінського воєводства.
Населення — 337 осіб (2011).
У 1975-1998 роках село належало до Люблінського воєводства.

## Демографія
Демографічна структура станом на 31 березня 2011 року:
|          | Загалом | Допрацездатний вік | Працездатний вік | Постпрацездатний вік |
| -------- | ------- | ------------------ | ---------------- | -------------------- |
| Чоловіки | 181     | 50                 | 115              | 16                   |
| Жінки    | 156     | 35                 | 83               | 38                   |
| Разом    | 337     | 85                 | 198              | 54                   |